# 馬克 (領土)

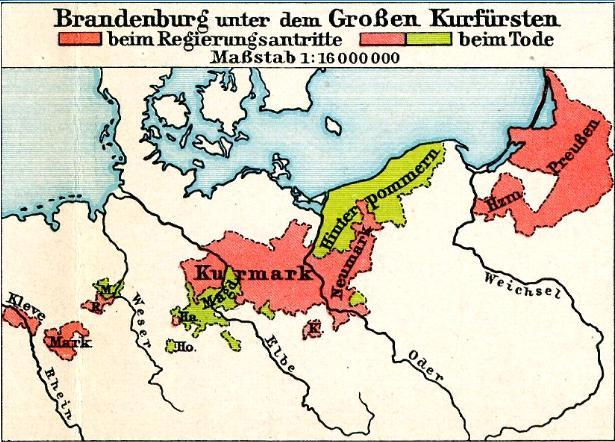
库尔马克直译为选侯（kur）边区（mark），是10世纪德意志人东向扩张中建立的边疆区，在1356年金玺诏书中被授予了选帝侯地位，日后成为了普鲁士王国的核心

馬克（英語：march 或 mark），也被譯為邊疆區、侯國。

## 历史
在中世紀的歐洲，從廣義上講，馬克是任何一種邊界，與國家中心地帶相對。 更具體地說，馬克是兩個國家邊界上的緩衝區，或者被兩個國家同時控制，此地可能適用不同的法律。在這兩種意義上，馬克都具有政治目的，例如應對軍事入侵或規範跨境貿易。
正如傳統上伯國由伯爵統治一樣，馬克也產生了相應的頭銜——藩侯，其在歐洲部分地區的用語如下：
|              | 男性     | 女性        |
| ------------ | -------- | ----------- |
| 英格蘭       | marquess | marchioness |
| 法國和蘇格蘭 | marquis  | marquise    |
| 德國         | markgraf | markgräfin  |
| 葡萄牙       | marquês  | marquesa    |

邊區在地名中的例子：
- 西班牙邊疆區（西班牙語：Marca Hispánica），查理曼大帝在今加泰羅尼亞建立的邊疆區
- 東部邊疆區（拉丁語：marcha orientalis），神聖羅馬帝國為了對抗馬扎爾人建立，此地後來演變成了今日的奧地利（德語：Österreich）
- 丹馬克/丹麥人邊疆區（丹麥語：Dan mark），即丹麥（丹麥語：Danmark，英語：Denmark）
- 施泰爾邊疆區（德語：Steiermark），今奧地利施泰爾馬克
- 阿尔特马克/旧边疆區（德語：Altmark），勃蘭登堡的西部地区，位于汉堡和马格德堡之间
- 芬馬克（挪威語：Finnmark），防範索米人/芬蘭人的邊疆區
- 泰勒马克（挪威語：Telemark），防範提勒尔人（Thelir）的邊疆區